# Freziera obovata
Freziera obovata là một loài thực vật thuộc họ Theaceae. Đây là loài đặc hữu của Ecuador.